# Varianta Omicron a virusului SARS-CoV-2

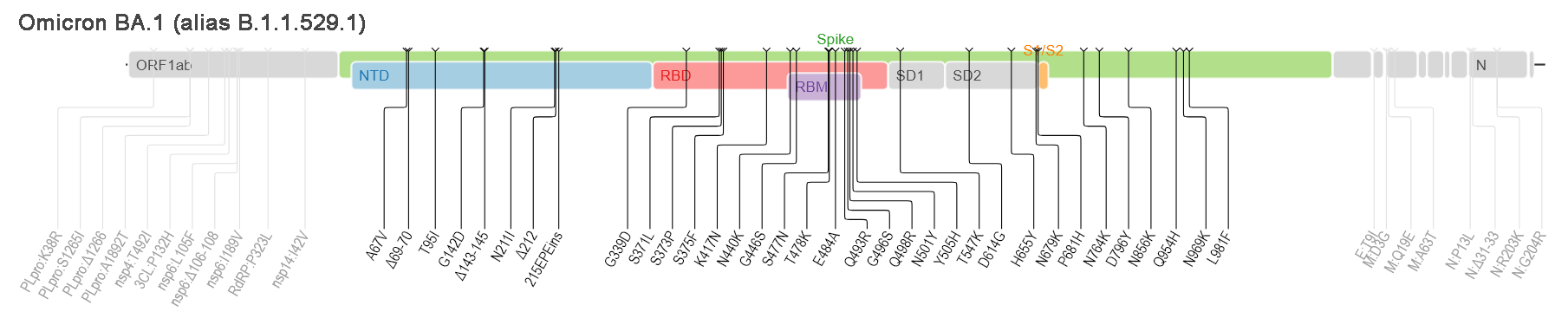

Varianta sau tulpina Omicron a SARS-CoV-2, cunoscută și ca descendența B.1.1.529, este o tulpină a virusului SARS-CoV-2 identificată pentru prima dată în Botswana și Africa de Sud în noiembrie 2021, caracterizată printr-un număr mare de mutații ale peplomerelor.
„Această variantă are un număr mare de mutații, dintre care unele sunt îngrijorătoare”, a spus OMS într-un comunicat la 26 noiembrie 2021.
La 26 noiembrie 2021, BioNTech a început un studiu privind eficacitatea vaccinului Comirnaty împotriva acestei tulpini a virusului.

## Simptome
Niciun simptom neobișnuit nu a fost încă asociat cu varianta Omicron și, ca și în cazul altor variante, unii indivizi sunt asimptomatici. 
Angelique Coetzee, președintele Asociației Medicale din Africa de Sud, a declarat că a întâlnit prima variantă la pacienții care prezentau oboseală și dureri, dar fără tuse sau modificări ale simțului mirosului sau gustului.
Fergus Walsh a afirmat că: „Africa de Sud are o populație tânără și este încurajator faptul că medicii de acolo raportează că varianta Omicron provoacă simptome ușoare, fără creșterea numărului de internări în spital. Dar trebuie să vedem ce se întâmplă atunci când varianta va ajunge în grupuri de vârstă mai înaintate care sunt cel mai vulnerabile la Covid.” 
Cu toate acestea, într-o actualizare a variantei, Organizația Mondială a Sănătății a declarat că „Datele preliminare sugerează că există rate în creștere de spitalizare în Africa de Sud”, chiar dacă nu se știe dacă aceste rate de spitalizare sunt datorate acestei variante specifice. 

## Denumire
OMS a emis încă din 2015 o directivă pentru denumirea noilor boli, astfel se recomandă atenție sporită pentru a nu răni grupuri culturale, sociale, naționale, regionale, profesionale sau etnice. După denumirea variantei Delta, literele următoare din alfabetul grec sunt epsilon, zeta. Problematică devine noua mutație periculoasă identificată în Africa de Sud. Litera care ar urma în alfabetul grecesc este Niu, care seamănă cu cuvântul new din engleză. Următoarea literă Csi sună prea chinezește și ar putea fi asociată cu președintele Chinei Xi Jinping. Astfel s-a ales denumirea Omicron.